# Zygmunt Gorazdowski
Zygmunt Gorazdowski (1. listopadu 1845, Sanok – 1. ledna 1920, Lvov) byl polský katolický kněz a zakladatel Sester svatého Josefa. Katolickou církví je uctíván jako světec.

## Život

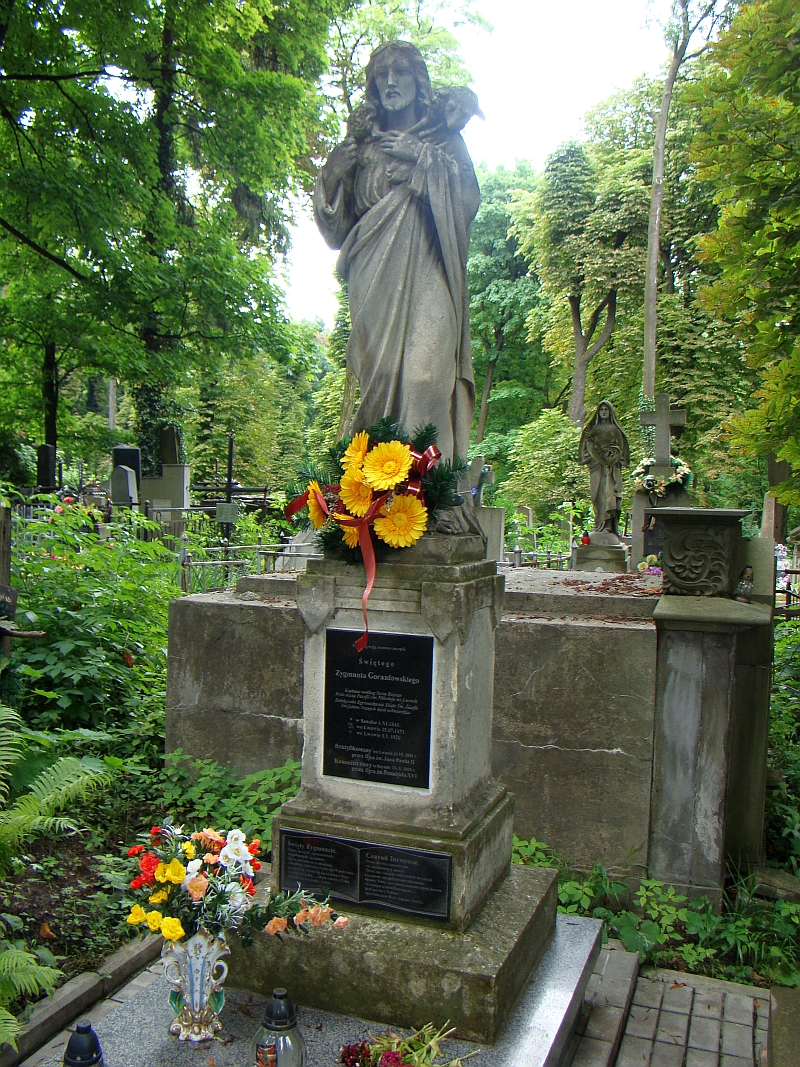
Hrob Zygmunta Gorazdowkého

Narodil se 1. listopadu 1845 v Sanoku, v hluboce věřící šlechtické rodině, jako druhý ze sedmi dětí Felikse a Aleksandry Łazowskichské. Dne 9. listopadu 1845 byl pokřtěn ve františkánském kostele v Sanoku. Společně se svou rodinou žil v Sanoku šest let. Za Haličského masakru jeho rodina utíkala. Chůva ukryla malého Zygmunta pod mlýnské kolo, a při této příležitosti se nakazil závažnou chorobou plic – tuberkulózou, která ho doprovázela po celý jeho život. Roku 1864 dokončil gymnázium v Přemyšli. Jako student se podílel na Lednovém povstání.
Poté studoval právo na Lvovské univerzitě. Roku 1865 přerušil studia a vstoupil do Vyššího kněžského semináře ve Lvově. Po ukončení semináře se dva roky léčil na tuberkulózu.
Ve Lvovské katedrále přijal dne 25. července 1871 kněžské svěcení. Prvních šest let působil jako vikář a administrátor v Tartakivě, Vojnylivě, Bukačívcach, Horodoku a Žydačivě.

## Kněžská a charitativní činnost ve Lvově
Od roku 1877 začal svou kněžskou a dobročinnou činnost ve Lvově. Již za svého života byl nazýván Kněz chudých, otec ubohých, apoštol Božího milosrdenství. Ve Lvově strávil 40 let, nejprve jako vikář, a poté jako farář farnosti kostela sv. Mikuláše.
Aktivně se podílel na dobročinnosti a také zakládal nové dobročinné instituce. Založil dům dobrovolné práce pro žebráky. Z jeho iniciativy byla založena levná lidová kuchyň, v které jedli robotníci, studenti, školní mládež, děti, a nejvíce chudí ze Lvova; za den bylo vydáno asi 600 obědů (když byl ve Lvově svatý Albert Chmielowski, také ji navštěvoval). Založil zařízení pro smrtelně choré a rekonvalescenty. Pro chudé studenty pedagogického semináře založil internát Svatého Josafata Kunceviče, v kterém byl dlouholetým ředitelem.

## Iniciátor činnosti řeholních kongregací
Roku 1903 založil katolickou polsko-německou školu Sv. Josefa, kterou vedly školští bratři, kteří sem přišli díky němu. Založil Kongregaci Sester svatého Josefa, které pomáhaly trpícím v nemocnicích, sirotčincích a v soukromých domech.
Zemřel 1. ledna 1920 v pověsti svatosti. Byl pohřben na Lyčakivském hřbitově ve Lvově.

## Proces svatořečení
Proces svatořečení začal 1. června 1989 v arcidiecézi Lvov. Dne 20. prosince 1999 byl potvrzen dekret o jeho hrdinských ctnostech. Dne 24. dubna 2001 byl vydán dekret o zázraku na jeho přímluvu. Blahořečen byl 26. června 2001 ve Lvově.
Dne 20. prosince 2004 byl vydán dekret o druhém zázraku na jeho přímluvu. Svatořečen byl 23. října 2005 v Římě společně s Józefem Bilczewskim, s kterým byl také blahořečen.